# Ondřej Lubas
Ondřej Lubas (* 4. Februar 1968) ist ein tschechischer Badmintonspieler.

## Karriere
Ondřej Lubas wurde 1992 Dritter bei den Weltmeisterschaften der Studenten. 1995 gewann er die tschechische Meisterschaft im Herrendoppel mit Tomasz Mendrek. Gemeinsam nahmen sie danach an der Badminton-Weltmeisterschaft teil, schieden dort jedoch in Runde eins aus. 2000 siegte er bei den Slovak International. Nach seiner aktiven Karriere startete er einen Handel mit Badminton-Equipment.

## Sportliche Erfolge
| Saison | Veranstaltung                      | Disziplin    | Platz | Name                              |
| ------ | ---------------------------------- | ------------ | ----- | --------------------------------- |
| 1992   | Weltmeisterschaften der Studenten  | Herrendoppel | 3     | Jan Jurka / Ondřej Lubas          |
| 1995   | Tschechische Einzelmeisterschaften | Herrendoppel | 1     | Tomasz Mendrek / Ondřej Lubas     |
| 2000   | Slovak International               | Mixed        | 1     | Ondřej Lubas / Markéta Koudelková |